# Супруновский сельский совет (Полтавский район)
Супруновский сельский совет (укр. Супрунівська сільська рада) — входит в состав
Полтавского района
Полтавской области
Украины.
Административный центр сельского совета находится в 
с. Супруновка
.

## Населённые пункты совета
- с. Супруновка
- с. Говтвянчик
- с. Ивашки
- с. Мильцы
- с. Шостаки